# Болос, Ориол де
Орио́л де Боло́с и Капдеви́ла (кат. Oriol de Bolòs i Capdevila; 1924—2007) — каталонский ботаник.

## Биография
Ориол де Болос родился в городе Олот 16 марта 1924 года в семье ботаника Антони де Болоса. Учился в Мадридском Университете Комплутенсе. В 1945 году избран в Каталонский институт естественных наук. С 1953 года Болос был профессором ботаники в Барселонском университете. С 1963 года Ориол — член Барселонской академии наук и искусств, с 1964 года — постоянный член комитета Международной геоботанической станции Монпелье (SIGMA), с 1965 года — Каталонского биологического общества.
В 1967 году Болос был назначен директором Барселонского ботанического института, где он работал до 1984 года.
В 1982 году Болосу была вручена медаль Нарсиса Монтуриоля. В 1993 году Ориол де Болос был удостоен Премии Креста Сант-Жорди.
Ориол де Болос скончался в Барселоне 22 марта 2007 года.

## Некоторые научные публикации
- Bolòs, A.; Bolòs, O. La vegetación de las comarcas barcelonesas. — 1950.
- Bolòs, O.; Braun-Blanquet, J. Les groupements végétaux du bassin moyen de l’Ebre et leur dynamisme. — 1957.
- Bolòs, O. Les zones de vegetació de Catalunya. — 1957.
- Bolòs, O.; Molinier, R. Recherches phytosociologiques dans l’Île de Majorque. — 1959.
- Bolòs, O. El paisaje vegetal barcelonés. — 1962.
- Bolòs, O. Comunidades vegetales de las comarcas próximas al litoral situadas entre los ríos Llobregat y Segura. — 1967.
- Bolòs, O. La botànica catalana als darrers decennis. — 1969.
- Bolòs, O.; Vigo, J. Contribution à la géobotanique de l’île de Majorque. — 1972.
- Bolòs, O. La vegetació de la Serreta Negra de Fraga. — 1973.
- Bolòs, O. L’Aphyllanthion dans les Pays Catalans. — 1976.
- Bolòs, O. La vegetació del Montseny. — 1983.
- Bolòs, O.; Vigo, J. Flora dels Països Catalans. — 1984—2001.
- Bolòs, O. La vegetació de les illes Balears. — 1996.

## Некоторые виды растений, названные в честь О. Болоса
- Centaurea oriolii-bolosii Fern.Casas, 1997
- Delphinium bolosii C.Blanché & Molero, 1983
- Limonium ×bolosii Gil & L.Llorens, 1991